# Margaret Jane Benson
Margaret Jane Benson (Londra, 20 ottobre 1859 – Highgate, 20 giugno 1936) è stata una botanica britannica.
Specializzata in paleobotanica, fu una delle prime donne membri della Linnean Society of London. Trascorse gran parte della sua carriera a capo del dipartimento di botanica del Royal Holloway all'Università di Londra, che venne intitolato a suo nome nel 1927. Lavorò per diversi anni a fianco di Ethel Sargant, con la quale viaggiò in tutta Europa per svolgere attività di ricerca. 

## Biografia
Nacque a Londra il 20 ottobre 1859 da William Benson e Edmunda Bourne, figlia del pittore James Bourne. Fu il padre, ingegnere e architetto appassionato di botanica, a trasmetterle l'interesse per la materia. Dal 1878 al 1879 studiò al Newnham College e successivamente insegnò per sette anni alla Exeter High School per potersi permettere gli studi universitari. Si iscrisse alla UCL nel 1887 e conseguì la laurea in botanica nel 1891, con il massimo dei voti e la lode. Dopo una borsa di studio ottenne il dottorato all'Università di Londra nel 1894. Il suo lavoro si concentrò sull'embriologia di una categoria di Fagales.
Iniziò a lavorare come docente al Royal Holloway College nel 1889. Venne nominata capo del dipartimento di botanica nel 1893, ruolo che ricoprì fino al suo pensionamento nel 1922, e fu la prima donna a ricoprire questo ruolo nel Regno Unito. Nel 1897 viaggiò in Europa con la botanica Ethel Sargant per svolgere attività di ricerca, visitando diversi laboratori botanici europei, tra cui quello di Eduard Strasburger a Bonn. Fece ulteriori ricerche in Australia nel 1905, a Giava e in India nel 1914, concentrandosi sulle piante erbacee del Paleozoico inferiore. Altre ricerche riguardarono la specie Cordaites felicis, trovata nei depositi di carbone in Inghilterra.
Morì a Highgate, quartiere della North London nel 1922, poco dopo il suo pensionamento. Le sue pubblicazioni sono conservate negli archivi del Royal Holloway College.